# Iloprost
L'iloprost est une molécule analogue de la prostacycline, développé par Actelion, utilisé comme médicament administré par inhalation dans l'hypertension artérielle pulmonaire de classe III ou IV,.

## Efficacité
L'iloprost améliore les symptômes et les paramètres hémodynamiques des patients porteurs d'une hypertension artérielle pulmonaire sévère mais l'effet reste modeste à long terme, sans efficacité démontrée sur la mortalité,.
Dans les engelures graves, il permet d'en diminuer les conséquences.